# 12. Armija (Wehrmacht)
12. Armija (njemački: 12. Armee) bila je njemačka armija tijekom Drugog svjetskog rata.

## Početci 12. Armije
12. Armija je osnovana 13. listopada 1939. Njome je zapovijedao General Wilhelm List. Bila je uključena u nizu obrambenih akcija duž Siegfriedove linije i sudjelovala je u invaziji i okupaciji Francuske. 12 armija je zatim premještena u Rumunjsku kao dio Osovinske Balkanske ofenzive. 
U veljači 1941. godine, sporazum između feldmaršala Lista i bugarskog glavnog stožera je dopustio prolaz njemačkih postrojbi, a 28. veljače, njemačke vojne postrojbe su prešle Dunav iz Rumunjske i zauzele strateške položaje u Bugarskoj.  
Dana 6. travnja 1941. postrojbe 12. armije su krenule u napad na Jugoslaviju i Grčku. No nakon šest mjeseci borbe s Talijanima, Grci se nisu mogli djelotvorno suprotstaviti napadu petnaest divizija 12. armije, od kojih su četiri bili oklopne.
Velika Britanija je transportirala četiri divizije iz Libije kako bi pomogli Grčkoj vojsci koja je nedavno izgubila bitke oko planine Olympus, ali su i one bile poražene njemačkim tenkovskim napadima i zračnim udarima Luftwaffe-a. Grčke snage na sjeveru države su se predale 23. travnja te su četiri dana kasnije tenkovi 12. Armije ušli u Atenu i zavijorili kukastim križevima nad Akropolom.
Dana 1. siječnja 1943. godine je 12. Armija promijenila svoj naziv i postala je "Vojna Grupa E" (njem: Heeresgruppe E) te je pod tim nazivom ostala do kraja rata.

#### Rekonstruirana 12. Armija
12. Armija se još jednom pojavila za vrijeme rata te je bila rekonstruirana na zapadnoj fronti u blizini rijeke Elbe 10. travnja 1945. Pod vodstvom generala Waltera Wencka, 12. Armija je napravila zadnju ofenzivu njemačke vojske, te je cilj ofenzive bilo oslobođenje opkoljenog Berlina i smanjenje pritiska na njega. Crvena Armija je zaustavila 12. Armiju u blizini Potsdama i Nijemci su bili prisiljeni odustati od napora oslobođenja Berlina. 12. Armija se sjedinila s ostacima 9. Armije južno od Beelitza i u Sovjetskoj konfuziji su uspjeli stvoriti koridor prema zapadu kako bi vojnici i stanovnici mogli pobjeći iz Berlina preko rijeke Elbe.
Predali su se Američkim postrojbama u razdoblju između 4. svibnja i 7. svibnja 1945. godine.

## Moderna kultura
Borna 12. Armije tijekom bitke za Berlin je bila inspiracija za pjesmu Švedskog power metal benda Sabaton. Pjesma se zove "Hearts of Iron" te je dio albuma "Heroes" (2014.).

## Zapovjednici
- General  Wilhelm List (13. listopad 1939 - 29. listopad 1941)
- General  Walter Kuntze (29. listopad 1941 - 2. srpanj 1942)
- Generaloberst  Alexander Löhr (3. srpanj 1942 - 31. prosinac 1942)
- General  Walter Wenck (10. travanj 1945 - 7. svibanj 1945)

## Pogledajte također
- 12. Armija (Njemačko Carstvo) za ekvivalent u Prvom svjetskom ratu
- Invazija na Jugoslaviju
- Bitka za Grčku
- Bitka za Berlin